# پرچین (شهر)
پرچین (به روسی: Перечин) شهری در استان زاکارپاتیا است که در کشور اوکراین قرار دارد. جمعیت این شهر ۷٬۰۸۳ نفر است.

## نگارخانه

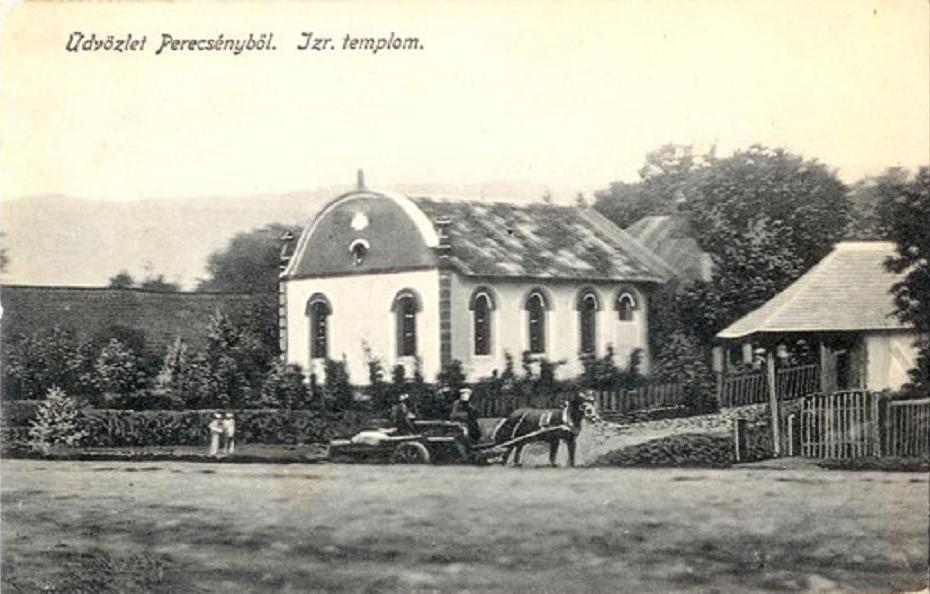
کنیسه در پرچین
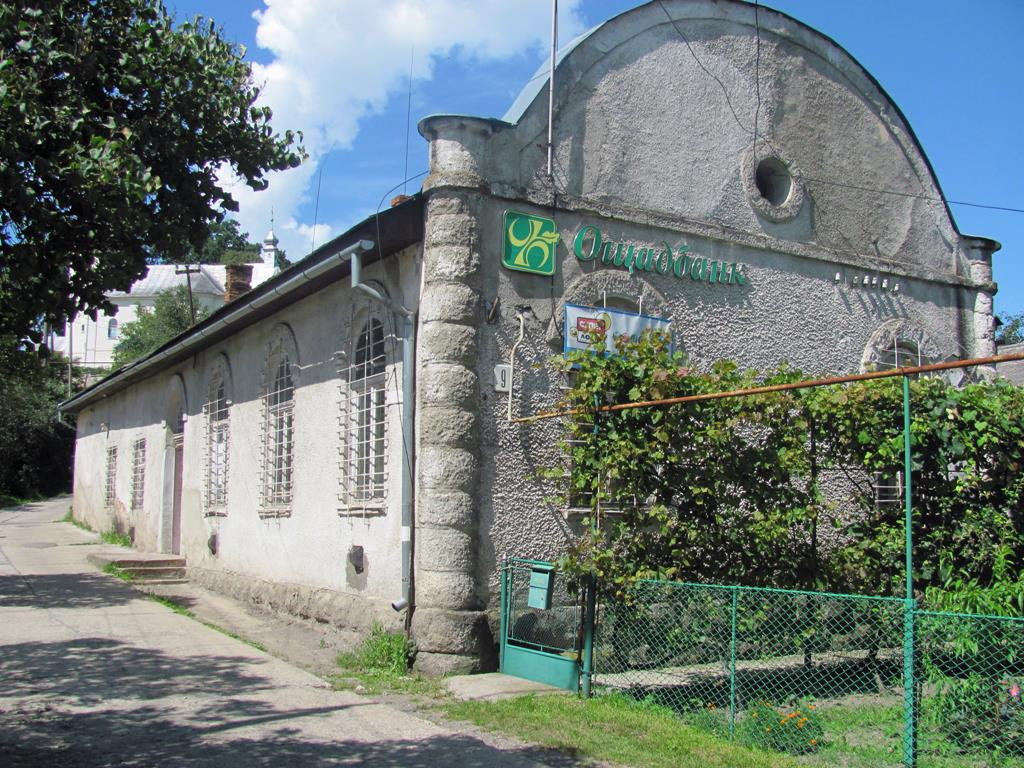
کنیسه در پرچین امروز